# 小池町 (浜松市)
小池町（こいけちょう）は静岡県浜松市中央区の町名。丁番を持たない単独町名である。住居表示未実施。

## 地理
浜松市中央区の東部、長上地区の西部に位置する。東で市野町、西で有玉南町及び上島四丁目、南で早出町、中田町及び天王町、北で大瀬町と接する。

### 学区
小学校・中学校の学区は以下の通りである。
- 1～11番地
  - 浜松市立大瀬小学校
  - 浜松市立中郡中学校
- 12番地～
  - 浜松市立与進北小学校
  - 浜松市立与進中学校

## 歴史

### 沿革
- 1889年（明治22年）4月1日 - 町村制の施行により、長上郡小池村が周辺の村と合併して長上郡市野村となる[WEB 8]。旧村名は市野村の大字として残る[書籍 1]。
- 1896年（明治29年）4月1日 - 郡制の施行により、市野村の所属郡が浜名郡に変更となる。
- 1927年（昭和2年）2月1日 – 市野村と天王村が合併し、長上村となる。
- 1954年（昭和29年）3月1日 – 長上村が浜松市に編入される。
- 1955年（昭和30年） - 大字小池から小池町へ住所表記を変更する[WEB 9]。
- 2000年（平成12年）9月21日 - 遠鉄ストア小池店が営業開始する。
- 2006年（平成18年）2月5日 - 遠鉄ストア小池店が閉店する。
- 2007年（平成19年）4月1日 - 浜松市が政令指定都市となる。小池町は東区の一部となる。
- 2024年（令和6年）1月1日 - 浜松市の行政区再編により、小池町は中央区の一部となる。

## 施設
- 社会福祉法人いずみ会幼保連携型認定こども園いずみこども園
- 静岡県立浜松技術専門校（浜松テクノカレッジ）
- 遠鉄自動車学校浜松校
- 浜松鷺宮郵便局
- JAとぴあ浜松小池支店
- 五味八珍本社・本社工場
- 中部電力パワーグリッド鷺の宮変電所
- サーラ・セルフ浜松小池（サーラエナジーが運営）
- セブン-イレブン浜松小池町西店
- ファミリーマート（浜松小池町西店、浜松小池南店）

## 交通

### バス
- 遠鉄バス74・77蒲線：（浜松駅 方面 - ）小池北 - さぎの宮入口 - さぎの宮南（ - 笠井上町 方面）

### 道路
- 東名高速道路
- 静岡県道261号磐田細江線（姫街道）
- 浜松市道小池三島線（船越バイパス）
- 浜松市道市野積志線（水鏡通り）

## その他

### 警察
警察の管轄区域は以下の通りである。
| 番・番地等 | 警察署       | 交番・駐在所 |
| ---------- | ------------ | ------------ |
| 全域       | 浜松東警察署 | 長上交番     |

### 消防
消防の管轄区域は以下の通りである。
| 番・番地等 | 消防署   | 本署/出張所  |
| ---------- | -------- | ------------ |
| 全域       | 東消防署 | 上石田出張所 |

### WEB
1. ↑  “h02_22.csv”.   総務省 (2022年2月10日). 2024年6月27日閲覧。
2. ↑  “chuouku_menseki.xlsx”.   浜松市 (2024年3月12日). 2024年6月27日閲覧。
3. ↑  “静岡県 浜松市中央区 小池町の郵便番号 - 日本郵便”.   日本郵便. 2025年2月15日閲覧。
4. ↑  “市外局番の一覧”.   総務省 (2022年3月1日). 2024年6月27日閲覧。
5. ↑  “事業所案内及び管轄地域（事務所3件、分室3件）”.   一般社団法人静岡県自動車会議所. 2024年6月27日閲覧。
6. ↑  “住居表示実施状況”.   浜松市 (2024年1月4日). 2024年6月27日閲覧。
7. ↑  “学校名から探す／浜松市”.   浜松市 (2024年1月1日). 2024年6月27日閲覧。
8. ↑  “historyofcities.pdf”.   静岡県総務部合併推進室・財団法人静岡県市町村振興協会. 2025年6月6日閲覧。
9. ↑  “解説ページ”.   株式会社エア. 2024年10月4日閲覧。
10. ↑  “長上交番｜静岡県警察”.   静岡県警察 (2024年6月18日). 2024年6月27日閲覧。
11. ↑  “消防署の町別管轄「こ」／浜松市”.   浜松市 (2020年3月25日). 2024年6月27日閲覧。

### 書籍
1. ↑  『浜松市史 三』浜松市役所、1980年3月26日、176頁。